# George Dawson-Damer
Le colonel George Lionel Dawson-Damer CB PC (28 octobre 1788 - 14 avril 1856) est un homme politique du Parti conservateur britannique.

## Biographie
Il est le fils cadet de John Dawson, 1er comte de Portarlington, et de Lady Caroline, fille du premier ministre John Stuart (3e comte de Bute). Il prend le nom supplémentaire de Damer en 1829 en héritant d'une partie des domaines de sa tante, Lady Caroline Damer.
Alors qu'il fait partie de l'état-major de Robert Thomas Wilson, il est présent avec l'armée russe à la retraite de la cavalerie française de Moscou en octobre 1812. En 1813, il participe aux batailles de Lützen, Bautzen, Dresde, Kulm, Wurzen et le siège de Hambourg et à l'opération de Holstein. En 1815, il est nommé quartier-maître général du prince d'Orange, sous lequel il sert dans les 1st King's Dragoon Guards et est présent aux batailles de Quatre Bras et de Waterloo, où il est blessé et eut deux chevaux abattus sous lui. Il est alors fait Compagnon de l'Ordre du Bain (CB) .
Il est élu au Parlement pour Portarlington en 1835, un siège qu'il occupe jusqu'en 1847, et sert sous Robert Peel comme contrôleur de la maison de 1841 à 1846. Entre 1847 et 1852, il représente Dorchester à la Chambre des communes .

## Famille
Il épouse Mary Georgiana Emma, fille de Hugh Seymour et Lady Anne Horatia Waldegrave, en 1825. Ils ont cinq filles et un fils: 
- Georgiana Augusta Charlotte Caroline Dawson-Damer
- Lady Evelyn Mary Stuart Dawson-Damer
- Lady Cecilia Blanche Horatia Seymour Dawson-Damer
- Alice Henrietta Dawson-Damer
- Lady Constance Wilhelmina Frances Dawson-Damer
- Lionel Dawson-Damer (4e comte de Portarlington)

Mary est décédée en octobre 1848. Dawson-Damer lui a survécu pendant huit ans et est décédé en avril 1856, à l'âge de 67 ans. Il est enterré à l' église St Peter, Winterborne Came, où il a un mémorial. Son fils unique, Lionel, lui succède et devient comte de Portarlington à la mort de son cousin Henry Dawson-Damer, 3e comte de Portarlington, en 1889.